# Dawn FM
Albums de The Weeknd
The Highlights
(2021) Hurry Up Tomorrow
Singles
1. Take My Breath
Sortie : 6 août 2021
2. Sacrifice
Sortie : 7 janvier 2022
3. Gasoline
Sortie : 11 janvier 2022
4. Out of Time
Sortie : 25 janvier 2022
5. Less Than Zero
Sortie : 7 juillet 2022

Dawn FM est le cinquième album studio du chanteur canadien The Weeknd, sorti le 7 janvier 2022 sous les labels XO et Republic Records.
Alors que l'acteur canadien Jim Carrey officie comme narrateur, l'album contient des collaborations avec Tyler, The Creator et Lil Wayne. The Weeknd produit l'album avec notamment Max Martin, la Swedish House Mafia et Oneohtrix Point Never.
Dawn FM est présenté comme une suite du précédent album studio de l'artiste, After Hours (2020). Ces deux albums seront interprétés dans la tournée mondiale After Hours til Dawn Stadium Tour.

## Singles
Le premier single extrait de l'album, Take My Breath, a été dévoilé le 6 août 2021. Le titre s'est notamment classé à la 6e place du Billboard Hot 100 et dans le Top 10 dans une vingtaine de pays. Le clip est sorti le jour de la sortie du single.
Sacrifice, deuxième single de l'album, est sorti sur les radios françaises, le 7 janvier 2022 et sur les radios américaines, le 11 janvier 2022.
Out of Time, troisième single de l'album, est sorti sur les radios urbaines contemporaines américaines pour adultes, le 25 janvier 2022.

## Pochettes
La pochette standard de Dawn FM montre The Weeknd âgé, symbolisant le thème de l'album qui est la rédemption et l'abandon des regrets. Des éditions collector limitées proposent quatre pochettes alternatives créées par Robert Beatty.

## Liste des titres
| Edition standard | Edition standard                                  | Edition standard | Edition standard                                                                          | Edition standard | Edition standard | Edition standard | Edition standard | Edition standard | Edition standard |
| No               | Titre                                             | Auteur | Producteurs                                                                               | Durée            |                  |                  |                  |                  |                  |
| ---------------- | ------------------------------------------------- | --- | ----------------------------------------------------------------------------------------- | ---------------- | ---------------- | ---------------- | ---------------- | ---------------- | ---------------- |
| 1.               | Dawn FM                                           | - Abel Tesfaye - Daniel Lopatin                                                                                           | - The Weeknd - OPN - Max Martin (add.) - Oscar Holter (add.)                              | 1:36             |                  |                  |                  |                  |                  |
| 2.               | Gasoline                                          | - Tesfaye - Lopatin | - The Weeknd - OPN - Martin (co.) - Holter (co.) - Matt Cohn (co.)                        | 3:32             |                  |                  |                  |                  |                  |
| 3.               | How Do I Make You Love Me?                        | - Tesfaye - Lopatin - Max Martin - Axel Hedfors - Steve Angello - Sebastian Ingrosso - Oscar Holter - Matt Cohn           | - The Weeknd - OPN - Martin (co.) - Swedish House Mafia (co.) - Holter (co.) - Cohn (co.) | 3:34             |                  |                  |                  |                  |                  |
| 4.               | Take My Breath                                    | - Tesfaye - Ahmad Balshe - Martin - Holter                                                                                | - The Weeknd - Martin - Holter                                                            | 5:39             |                  |                  |                  |                  |                  |
| 5.               | Sacrifice                                         | - Tesfaye - Lopatin - Martin - Hedfors - Angello - Ingrosso - Carl Nordström - Holter - Kevin McCord                      | - The Weeknd - Martin - Swedish House Mafia - Holter                                      | 3:09             |                  |                  |                  |                  |                  |
| 6.               | A Tale by Quincy                                  | - Tesfaye - Quincy Jones - Lopatin - Jeff Gitelman                                                                        | - The Weeknd - OPN - Martin - Gitty                                                       | 1:36             |                  |                  |                  |                  |                  |
| 7.               | Out of Time                                       | - Tesfaye - Lopatin - Tomoko Aran - Tetsuro Harada                                                                        | - The Weeknd - OPN - Martin (add.) - Holter (add.)                                        | 3:34             |                  |                  |                  |                  |                  |
| 8.               | Here We Go...Again (featuring Tyler, the Creator) | - Tesfaye - Tyler Okonma - Masamune Kudo - Bruce Johnston - Christian Love - Brian Kennedy - Benny Bock - Charlie Coffeen | - The Weeknd - Rex Kudo - Johnston - Kennedy - Bock - Coffeen                             | 3:30             |                  |                  |                  |                  |                  |
| 9.               | Best Friends                                      | - Tesfaye - Jason Quenneville                                                                                             | - The Weeknd - DaHeala - OPN (add.) - Martin (add.) - Holter (add.) - Cohn (add.)         | 2:44             |                  |                  |                  |                  |                  |
| 10.              | Is There Someone Else?                            | - Tesfaye - Lopatin - Thomas Brown - Peter Lee Johnson                                                                    | - The Weeknd - OPN - Tommy Brown - Johnson - Martin (add.) - Holter (add.)                | 3:19             |                  |                  |                  |                  |                  |
| 11.              | Starry Eyes                                       | - Tesfaye - Lopatin - Brown - Johnson                                                                                     | - The Weeknd - OPN - Martin (add.) - Holter (add.)                                        | 2:28             |                  |                  |                  |                  |                  |
| 12.              | Every Angel Is Terrifying                         | - Tesfaye - Lopatin - Cohn                                                                                                | - The Weeknd - OPN - Cohn (add.)                                                          | 2:47             |                  |                  |                  |                  |                  |
| 13.              | Don't Break My Heart                              | - Tesfaye - Lopatin - Martin - Holter - Cohn                                                                              | - The Weeknd - OPN - Martin (co.) - Holter (co.) - Cohn (co.)                             | 3:25             |                  |                  |                  |                  |                  |
| 14.              | I Heard You're Married (featuring Lil Wayne)      | - Tesfaye - Dwayne Carter - Adam Wiles - Lopatin                                                                          | - The Weeknd - Calvin Harris - OPN (add.) - Martin (add.) - Holter (add.)                 | 4:24             |                  |                  |                  |                  |                  |
| 15.              | Less Than Zero                                    | - Tesfaye - Martin - Holter                                                                                               | - The Weeknd - Martin - Holter - OPN (add.)                                               | 3:32             |                  |                  |                  |                  |                  |
| 16.              | Phantom Regret by Jim                             | - Tesfaye - Jim Carrey - Lopatin - Martin - Holter - Cohn                                                                 | - The Weeknd - OPN - Martin (co.) - Holter (co.) - Cohn (co.)                             | 3:00             |                  |                  |                  |                  |                  |
| 51:49            |                                                   | |                                                                                           |                  |                  |                  |                  |                  |                  |

| Dawn FM (Alternate World) | Dawn FM (Alternate World)                         | Dawn FM (Alternate World)                                                       | Dawn FM (Alternate World)                            | Dawn FM (Alternate World) | Dawn FM (Alternate World) | Dawn FM (Alternate World) | Dawn FM (Alternate World) | Dawn FM (Alternate World) | Dawn FM (Alternate World) |
| No                        | Titre                                             | Auteur                                                                          | Producteur(s)                                        | Durée                     |                           |                           |                           |                           |                           |
| ------------------------- | ------------------------------------------------- | ------------------------------------------------------------------------------- | ---------------------------------------------------- | ------------------------- | ------------------------- | ------------------------- | ------------------------- | ------------------------- | ------------------------- |
| 17.                       | Take My Breath (Remix) (featuring Agents of Time) | - Tesfaye - Balshe - Di Ceglie - Tutolo - Martin - Holter                       | - The Weeknd - Martin - Holter                       | 6:06                      |                           |                           |                           |                           |                           |
| 18.                       | Sacrifice (Remix) (featuring Swedish House Mafia) | - Tesfaye - Martin - Hedfors - Angello - Ingrosso - Nordström - Holter - McCord | - The Weeknd - Martin - Swedish House Mafia - Holter | 3:58                      |                           |                           |                           |                           |                           |
| 19.                       | Moth to a Flame (avec Swedish House Mafia)        | - Tesfaye - Angello - Ingrosso - Nordström                                      | - Swedish House Mafia - Nordström                    | 3:54                      |                           |                           |                           |                           |                           |
| 65:47                     |                                                   |                                                                                 |                                                      |                           |                           |                           |                           |                           |                           |

| Exclusivité Apple Music | Exclusivité Apple Music                                | Exclusivité Apple Music | Exclusivité Apple Music | Exclusivité Apple Music | Exclusivité Apple Music | Exclusivité Apple Music | Exclusivité Apple Music | Exclusivité Apple Music | Exclusivité Apple Music |
| No                      | Titre                                                  | Directeur(s)            | Durée                   |                         |                         |                         |                         |                         |                         |
| ----------------------- | ------------------------------------------------------ | ----------------------- | ----------------------- | ----------------------- | ----------------------- | ----------------------- | ----------------------- | ----------------------- | ----------------------- |
| 20.                     | Gasoline (clip video)                                  | Matilda Finn            | 4:50                    |                         |                         |                         |                         |                         |                         |
| 21.                     | Take My Breath (clip video)                            | Cliqua                  | 3:44                    |                         |                         |                         |                         |                         |                         |
| 22.                     | Take My Breath (clip video; featuring Agents of Time)  | Cliqua                  | 3:58                    |                         |                         |                         |                         |                         |                         |
| 23.                     | Sacrifice (clip video)                                 | Cliqua                  | 4:04                    |                         |                         |                         |                         |                         |                         |
| 24.                     | Sacrifice (clip video; featuring Swedish House Mafia)  |                         | 3:22                    |                         |                         |                         |                         |                         |                         |
| 25.                     | Moth to a Flame (clip video; avec Swedish House Mafia) | Alexander Wessely       | 4:14                    |                         |                         |                         |                         |                         |                         |
| 89:59                   |                                                        |                         |                         |                         |                         |                         |                         |                         |                         |